# Белчестер (Міннесота)
Белчестер (англ. Bellechester) — місто (англ. city) в США, в округах Гудг'ю і Вобаша штату Міннесота. Населення — 176 осіб (2020).

## Географія
Белчестер розташований за координатами 44°22′16″ пн. ш. 92°30′41″ зх. д. / 44.37111° пн. ш. 92.51139° зх. д. (44.371128, -92.511306).  За даними Бюро перепису населення США в 2010 році місто мало площу 0,80 км², уся площа — суходіл.

## Демографія
Згідно з переписом 2010 року, у місті мешкало 175 осіб у 75 домогосподарствах у складі 47 родин. Густота населення становила 219 осіб/км².  Було 79 помешкань (99/км²).
Расовий склад населення:
| - 90,9 % — білих - 8,6 % — осіб інших рас |

До двох чи більше рас належало 0,6 %. Частка іспаномовних становила 10,3 % від усіх жителів.
За віковим діапазоном населення розподілялося таким чином: 24,0 % — особи молодші 18 років, 58,9 % — особи у віці 18—64 років, 17,1 % — особи у віці 65 років та старші. Медіана віку мешканця становила 37,5 року. На 100 осіб жіночої статі у місті припадало 110,8 чоловіків;  на 100 жінок у віці від 18 років та старших — 121,7 чоловіків також старших 18 років.
Середній дохід на одне домашнє господарство  становив 62 118 доларів США (медіана — 58 750), а середній дохід на одну сім'ю — 65 389 доларів (медіана — 71 250). Медіана доходів становила 50 313 долари для чоловіків та 26 750 доларів для жінок. За межею бідності перебувало 12,9 % осіб, у тому числі 14,5 % дітей у віці до 18 років та 4,2 % осіб у віці 65 років та старших.
Цивільне працевлаштоване населення становило 120 осіб. Основні галузі зайнятості: освіта, охорона здоров'я та соціальна допомога — 25,0 %, виробництво — 20,0 %, роздрібна торгівля — 17,5 %.